# Завод феросплаві у Караганді (Asia FerroAlloys)
Завод феросплаві у Караганді (Asia FerroAlloys) – казахське металургійне підприємство, споруджене компанією Qaz Carbon, що в подальшому змінила назву на Asia FerroAlloys.
Запуск, що став до ладу в 2021-му, має вісім печей загальною річною потужністю 57 тисяч тон. Вони можуть випускати феросиліцій, феромарганець та феросилікомарганець, при цьому печі спроможні переключатись з одного виду сплаву на інший за три години. Завод має власну агломераційну фабрику річною потужністю 200 тисяч тон. Закупівлі марганцевої руди провадяться як на місцевому ринку, так із за кордоном, оскільки казахська руда має низький вміст марганцю – біля 20% проти 42% у імпортованої з Африки.  
Окрім виробництва феросплавів Qaz Carbon також провадить збагачення вугілля (фабрика річною потужністю 1,8 млн тон на рік введена в дію у тому ж 2021 році), виробляє кокс (20 тисяч тон на місяць) та чавунне лиття (зокрема, чавунні мелючі шари для збагачувальних фабрик).
Можливо відзначити, що на початку 2020-х в Караганді також ввели в дію ще один феросплавний завод від компанії YDD Corporation, що споріднена з Qaz Carbon.